# Olios batesi
Olios batesi is een spinnensoort uit de familie van de jachtkrabspinnen (Sparassidae).
De wetenschappelijke naam van de soort werd in 1899 als Sparassus batesi gepubliceerd door Reginald Innes Pocock.